# Stegana longifibula
Stegana longifibula är en tvåvingeart som beskrevs av Hajimu Takada 1968. Stegana longifibula ingår i släktet Stegana och familjen daggflugor. Arten är reproducerande i Sverige. Inga underarter finns listade i Catalogue of Life.